# Maman, je m'occupe des méchants !
Série Home Alone
Maman, j'ai encore raté l'avion !
(1992) Maman, je suis seul contre tous
(2002)
Pour plus de détails, voir Fiche technique et Distribution.
Maman, je m'occupe des méchants ! (Home Alone 3) est un film américain sorti en 1997.
Il s'agit d'une suite indirecte des deux premiers volets réalisés par Chris Columbus et avec Macaulay Culkin : Maman, j'ai raté l'avion ! (1990) et Maman, j'ai encore raté l'avion ! (1992).

## Synopsis
Peter Beaupre, Alice Ribbons, Burton Jernigan, et Earl Unger, quatre malfaiteurs internationalement recherchés, prennent livraison près de l'aéroport international de San Francisco d'un microprocesseur à usage militaire pour le compte d'un groupe de trafiquants nord-coréen, et le dissimulent dans une voiture téléguidée avant de s'envoler pour Hong Kong.
À l'aéroport, une vieille dame, Madame Hess, se trompe de sac et prend par erreur celui contenant la voiture téléguidée, au moment du contrôle des bagages. Une fois rentrée chez elle, découvrant le jouet, elle le donne à son petit voisin, Alex Pruitt, pour le récompenser d'avoir déneigé son allée.
Les malfaiteurs retrouvent sa trace dans la banlieue de Chicago et se mettent à la recherche de la voiture téléguidée et du fameux microprocesseur qui se trouve à l'intérieur. Pour cela, ils fouillent toutes les maisons du quartier les unes après les autres. Malade et resté à la maison, Alex a vu par deux fois les cambrioleurs et a téléphoné à la police. Mais la police est arrivée trop tard et les cambrioleurs ont eu le temps de partir.
Seulement, quand les voleurs arrivent chez lui, Alex préfère taire la vérité et transforme sa maison en système de défense pour arrêter les criminels et sauver sa voisine Madame Hess qui a été enlevée alors qu'elle devait le garder en l'absence de ses parents.

## Fiche technique
Sauf indication contraire, les informations mentionnées dans cette section peuvent être confirmées par les bases de données cinématographiques IMDb et Allociné,  présentes dans la section « Liens externes ».
- Titre original : Home Alone 3
- Titre français : Maman, je m'occupe des méchants !
- Réalisation : Raja Gosnell
- Scénario : John Hughes
- Musique : Nick Glennie-Smith
- Direction artistique : Jack G. Taylor Jr.
- Décors : Henry Bumstead
- Costumes : Jodie Lynn Tillen
- Photographie : Julio Macat
- Son : Bill W. Benton, Tony Lamberti, Michael D. Wilhoit
- Montage : Malcolm Campbell, Bruce Green et David Rennie
- Production : Hilton A. Green et John Hughes
  - Production déléguée : Ricardo Mestres
  - Production associée : Nilo Rodis-Jamero
- Sociétés de production : Hughes Entertainment, présenté par Twentieth Century Fox
- Sociétés de distribution : Twentieth Century Fox (États-Unis) ; UGC Fox Distribution (France)
- Budget : 32 millions de $[1]
- Pays de production :  États-Unis
- Langues originales : anglais, polonais
- Format : couleur (DeLuxe) — 35 mm — 1,85:1 (Panavision) — son Dolby Digital
- Genre : comédie, action, policier
- Durée : 102 minutes
- Dates de sortie[2] :
  - États-Unis : 12 décembre 1997
  - Canada : 16 décembre 1997
  - France, Belgique, Suisse romande : 17 décembre 1997[3],[4],[5]
- Classification :
  - États-Unis : des scènes peuvent heurter les enfants - accord parental souhaitable (PG - Parental Guidance Suggested)[N 1]
  - France : tous publics (conseillé à partir de 8 ans)[3],[6]
  - Belgique : tous publics (Alle Leeftijden)[4]
  - Québec : tous publics (G - General Rating)

## Distribution
- Alex D. Linz (VF : Mathieu Laurent) : Alex Pruitt
- Olek Krupa (VF : Bruno Devoldère) : Peter Beaupre
- Rya Kihlstedt (VF : Annie Le Youdec) : Alice Ribbons
- David Thornton (VF : Igor De Savitch) : Earl Unger
- Lenny Von Dohlen (VF : Olivier Granier) : Burton Jernigan
- Haviland Morris (VF : Josiane Pinson) : Karen Pruitt
- Kevin Kilner (VF : Bernard Lanneau) : Jack Pruitt
- Scarlett Johansson : Molly Pruitt
- Seth Smith (VF : Charles Pestel) : Stan Pruitt
- Marian Seldes (VF : Jacqueline Porel) : Madame Hess
- Christopher Curry (en) (VF : Guy Chapellier) : L'agent Stuckey
- Pat Healy (VF : Tanguy Goasdoué) : L'agent Rogers
- Baxter Harris (de) : Le capitaine de police
- James Saito : Le trafiquant coréen
- Richard Hamilton (VF : René Morard) : Le chauffeur de taxi
- Neil Flynn : L'officier de police
- Darren T. Knaus (VF : Frédéric Darie) : Le perroquet

## Accueil

### Accueil critique
Aux États-Unis, le film a reçu un accueil critique désastreux :
- Sur Internet Movie Database, il obtient un score de 4,5⁄10 sur la base de 101 905 critiques[7].
- Sur Rotten Tomatoes, il a reçu un accueil critique défavorable, recueillant 29 % de critiques positives, avec une moyenne de 4,44⁄10 sur la base de 7 critiques positives et 17 négatives[8].

En France, le film a également reçu des critiques négatives. Sur Allociné, il obtient une moyenne de 1,9⁄5 sur la base 1 475 critiques de la part des spectateurs.

## Nominations
Source : Internet Movie Database
- Razzie Awards 1998 : pire remake ou suite
- Young Artist Awards 1998 : meilleur jeune acteur âgé au maximum de 10 ans pour Alex D. Linz
- YoungStar Awards 1998 : meilleure performance d'un jeune acteur dans un film de comédie pour Alex D. Linz

## Éditions en vidéo
En France, le film est sorti en DVD le 9 décembre 2000.

## Commentaires
Ce film a été présenté comme la suite des deux Maman, j'ai raté l'avion qui sont également écrits par le scénariste John Hughes. On y trouve, comme dans les deux premiers volets, un personnage d'enfant ingénieux qui donne du fil à retordre à des malfaiteurs (le jeune Alex D. Linz reprenant le flambeau de Macaulay Culkin). Néanmoins, aucun des personnages présents dans les premiers films n'apparait dans ce film.
Un élément de comparaison intéressant est à relever à la fin du film. Tout comme dans les deux premiers opus, les « méchants » se font arrêter ; néanmoins, la famille de Kevin n'a jamais été au courant des actions de leur fils contrairement à ceux d'Alex.